# Dawaka (Zam)
Pour les articles homonymes, voir Dawaka.
Dawaka, également orthographié Daouaka, est une commune rurale située dans le département de Zam de la province du Ganzourgou dans la région Plateau-Central au Burkina Faso.

## Géographie
Dawaka est situé à environ 10 km au nord-ouest de Zam, le chef-lieu du département, et à 35 km au nord-ouest de Zorgho, le chef-lieu de la province.

## Santé et éducation
Dawaka accueille un centre de santé et de promotion sociale (CSPS) tandis que le centre médical avec antenne chirurgicale (CMA) se trouve à Zorgho.
Le village possède une école primaire publique.